# 韩洪乡
韩洪乡，是中华人民共和国山西省长治市沁源县下辖的一个乡镇级行政单位。

## 行政区划
韩洪乡下辖以下地区：
韩洪村、定安村、王壁村、程壁村、定湖村、上务头村、下务头村、杭村、下窑村、富村、石台村、寨上村、学河村、王家湾村、奠基村、上舍村、泽山村、仁道村、鱼儿泉村、红窑上村和刁王坪村。